# Ilías Zoúros
Ilías Zoúros, (en grec : Ηλίας Ζούρος), né le 11 mars 1966, est un entraîneur grec de basket-ball.

## Carrière
En octobre 2013, après un mauvais début de saison du Žalgiris Kaunas, Zouros est licencié et remplacé au poste d'entraîneur par Saulius Štombergas.
En juin 2019, Zoúros est nommé entraîneur de l'équipe grecque de Peristéri BC. Il est licencié en novembre 2019.
En novembre 2021, Zoúros est nommé entraîneur du Promithéas Patras, en première division grecque, en remplacement de l'Espagnol Luis Casimiro (en) arrivé à l'été.